# Travenbrück
Travenbrück település Németországban, Schleswig-Holstein tartományban. Lakosainak száma 1817 fő (2023. december 31.).

## Népesség
A település népességének változása:
| Lakosok száma | 1745 | 1728 | 1741 | 1781 | 1817 |
|               | 2017 | 2019 | 2021 | 2022 | 2023 |